# Orianthi
Orianthi Penny Panagaris (* 22. ledna 1985) je australská zpěvačka a kytaristka. V letech 2009 až 2010 měla vystupovat na koncertech This Is It zpěváka Michaela Jacksona a od roku 2011 je členkou doprovodné skupiny Alice Coopera. Své první sólové album vydala v roce 2007 a neslo název Violet Journey; následovala alba Believe (2009) a Heaven in This Hell (2013). Rovněž spolupracovala s dalšími hudebníky, mezi které patří Allison Iraheta, Brian Ray, Dave Stewart, David Garrett, Fefe Dobson, Michael Bolton nebo skupina Tokyo Police Club.